# خوزه رودریگز (جودوکار)
خوزه رودریگز (اسپانیایی: José Rodríguez‎؛ زادهٔ ۲۸ مارس ۱۹۵۹) جودوکار اهل کوبا بود.